# Ellis Island; The Dream of America
Ellis Island: The Dream of America is een compositie van de Amerikaanse componist Peter Boyer. Het is geschreven voor spreekstemmen / acteurs en symfonieorkest.

## Geschiedenis
Ellis Island is geschreven in opdracht van het Bushnell Center of the Performing Arts voor de opening van hun Belding Theater. De première vond plaats in april 2002 door het Hartford Symphony Orchestra onder leiding van de componist met New Yorkse acteurs. Al vrij snel werd het werk opgepakt door andere orkesten binnen de Verenigde Staten; in 2007 waren al vijftig uitvoeringen gegeven. De populariteit van het werk is voor een deel te danken aan het feit dat ongeveer 40 % van de Amerikaanse bevolking afkomstig is van emigranten die via Ellis Island Amerika binnenkwamen.

## Compositie
De muziek is een lappendekken van verhalen van mensen die hun binnenkomst op papier hebben vastgelegd. Een zevental verhalen zijn daar uit gelicht en worden verteld afgewisseld door instrumentale muziek en begeleid door achtergrondmuziek. Het thema uit de proloog komt daarbij steeds terug. Het werk wordt afgesloten door een gedicht van Emma Lazarus, dat door alle acteurs wordt voorgedragen. Uit de verhalen blijkt dat ieder zo zijn / haar redenen had om naar Amerika te vertrekken. De één ontsnapt aan een wisse hongersdood na de Eerste Wereldoorlog; de ander vertrekt als enige van de familie uit Europa en blijkt na de Tweede Wereldoorlog de enige overlevende uit een Joodse familie te zijn. Andere verhalen gaan over de nood op het eiland zelf en dat deze vluchtelingen soms bij toeval aan land komen. Allen zijn onder de indruk, hoe slecht de overvaart ook was, want ook daar werd honger geleden op ruwe zee, als ze uiteindelijk het New York zien.
De bijbehorende muziek is een soort filmmuziek bij de verhalen. Een kracht ouverture leidt het werk grimmig in, zoals alle redenen van vertrek en aankomst grimmig waren. Al snel wijzigt de muziek in melodieus gedragen herdenkingsmuziek.

## Samenstelling
- zeven acteurs (vier vrouwen; drie mannen) of twee acteurs (vrouw en man)
- 3 dwarsfluiten waaronder een piccolo; 3 hobo waaronder althobo; drie klarinetten, waaronder tevens een basklarinet en altsaxofoon; 3 fagotten waaronder een contrafagot
- 4 hoorns; 3 trompetten; 3 trombones; 1 tuba
- pauken;
- harp
- celesta
- strijkinstrumenten.

## Delen
1. Proloog (instrumentaal)
2. verhaal van de Poolse vluchteling Helen Cohen (1920)
3. Interlude I
4. verhaal van de Griekse James Apanomith (1911)
5. Interlude II
6. verhaal van de Italiaanse Lillian Galleta (1928)
7. Interlude III
8. verhaal van de Hongaarse Lazarus Salamon (1920)
9. Interlude IV
10. verhaal van de Belgische Helen Rosenthal (1940); vertrokken via Rotterdam
11. Interlude V
12. verhaal van de Ierse Manny Steen (1925)
13. Interlude VI
14. verhaal van de Russin Katherine Beychock (1910)
15. Epiloog; The New Colossus van E. Lazarus.

## Discografie
- Uitgave Naxos: Philharmonia Orchestra o.l.v. Boyer met stemmen van Barry Bostwick, Blair Brown, Olympia Dukakis, Anne Jackson, Bebe Neuwirth, Eli Wallach en Louis Zorich ; het kreeg een nominatie voor de Grammy Award voor moderne muziek.